# Loona
Loona o Carisma, pseudonimo di Marie-Jose Van Der Kolk (IJmuiden, 16 settembre 1974), è una cantautrice e ballerina olandese, conosciuta soprattutto per le collaborazioni con DJ Sammy.

## Biografia
Loona incontra DJ Sammy, suo storico collaboratore musicale e anche marito a Maiorca. Incominciarono a registrare insieme canzoni con lo pseudonimo DJ Sammy featuring Charisma nel 1996, con il primo singolo, Life Is Just a Game, che diventa subito una hit. Insieme pubblicarono anche altri singoli e un album, che li raccolse tutti.
Nell'estate del 1998, avviò il progetto chiamato Loona con la pubblicazione di Bailando, cover dell'omonima canzone eurodance di successo delle Paradisio pubblicata nell'estate 1997 reincisa dalla cantante nel 1998, bissandone il successo nell'estate di quest'anno.
Dopo il successo di Bailando, decise così di proseguire la produzione musicale (sempre sotto l'ala protettrice di DJ Sammy) e incide svariati album e singoli, che ottengono un buon successo in Germania.

## Discografia

### Album
- 1999 - Lunita
- 2000 - Entre dos aguas
- 2002 - Colors
- 2005 - Wind of Time
- 2008 - Moonrise
- 2013 - Rakatakata (Un rayo de sol)
- 2016 - Badam

#### Raccolte
- 2000 - Greatest Hits
- 2001 - Baila mi ritmo
- 2007 - Everybody in the Floor

### EP
- 2008 - Famous 5
- 2014 - Brazil

### Singoli
- 1998 - Bailando
- 1998 - Hijo de la luna
- 1999 - Dónde vas
- 1999 - Mamboleo
- 1999 - Salvador Dalì
- 2000 - La vida es una flor
- 2000 - Navidad
- 2000 - Latino Lover
- 2001 - Baila mi ritmo
- 2001 - Viva el amor
- 2002 - Rhythm of the Night
- 2002 - Colors
- 2004 - Tears in Heaven
- 2004 - Rise Again (DJ Sammy feat. Loona)
- 2005 - Oye el boom
- 2008 - Por la noche
- 2008 - Salam Aleikoum
- 2009 - Parapapapapa
- 2010 - Vamos a la playa
- 2010 - El cucaracho - El muchacho (vs. Movetown)
- 2011 - El tiburòn
- 2012 - Policia
- 2013 - Rakatakata (Un rayo de sol)
- 2013 - Caliente
- 2014 - Brazil
- 2016 - Badam